# マルコム・フレイジャー
マルコム・フレイジャー（Malcolm Frager, 1935年1月15日 - 1991年6月20日）は、アメリカ合衆国出身のピアニスト。

## 経歴
1935年、セントルイス生まれ。1948年にカール・フリードベルクの演奏を聴いてフリードベルクに弟子入りを志願し、1949年からニューヨークでフリードベルクについて彼が没するまで師事した。1959年にはレーヴェントリット国際コンクールで優勝し、翌年のエリザベート王妃国際音楽コンクールでも優勝を飾った。
楽譜の発掘にも意欲的に取り組み、彼が見つけ出した楽譜の中には、ロベルト・シューマンのピアノ協奏曲第一楽章の初稿としての「ピアノと管弦楽のための幻想曲」の自筆譜や、ピョートル・チャイコフスキーのピアノ協奏曲第1番の初稿などが含まれる。
1991年、マサチューセッツ州ピッツフィールドにて没。